# Bleu et blanc - La résilience d’Israël
Bleu et blanc - La résilience d’Israël (hébreu : כחול לבן חוסן לישראל), anciennement La résilience d’Israël (hébreu : חוסן לישראל (Hosen L'Yisrael)) de 2018 à 2023, est un parti politique israélien centriste fondé en décembre 2018 par l'ancien chef d'état-major Benny Gantz en vue des élections législatives israéliennes d'avril 2019.

## Historique
Le parti a annoncé une alliance en vue des élections législatives d'avril 2019 avec le parti centriste de Yaïr Lapid, Yesh Atid. Cette liste d'union est nommée Bleu et blanc en référence aux couleurs du drapeau israélien. Cette liste d'union est rompue en 2020 quand Yaïr Lapid et Moshe Ya'alon la quitte. Seul Gabi Ashkenazi y reste.

## Résultats électoraux
| Année d'élection | Chef de file | Voix                                  | %                                     | Rang                                  | Sièges   | Statut                                                          |
| ---------------- | ------------ | ------------------------------------- | ------------------------------------- | ------------------------------------- | -------- | --------------------------------------------------------------- |
| 04/2019          | Benny Gantz  | Au sein de l'alliance Bleu et blanc   | Au sein de l'alliance Bleu et blanc   | Au sein de l'alliance Bleu et blanc   | 15 / 120 | Pas de gouvernement                                             |
| 09/2019          | Benny Gantz  | Au sein de l'alliance Bleu et blanc   | Au sein de l'alliance Bleu et blanc   | Au sein de l'alliance Bleu et blanc   | 15 / 120 | Pas de gouvernement                                             |
| 2020             | Benny Gantz  | Au sein de l'alliance Bleu et blanc   | Au sein de l'alliance Bleu et blanc   | Au sein de l'alliance Bleu et blanc   | 15 / 120 | Netanyahou V                                                    |
| 2021             | Benny Gantz  | Au sein de l'alliance Bleu et blanc   | Au sein de l'alliance Bleu et blanc   | Au sein de l'alliance Bleu et blanc   | 8 / 120  | Bennett-Lapid                                                   |
| 2022             | Benny Gantz  | Au sein du Parti de l’unité nationale | Au sein du Parti de l’unité nationale | Au sein du Parti de l’unité nationale | 8 / 120  | Netanyahou VI (2023-2024), Opposition (2022-2023, depuis 2024), |